# دیتون (تگزاس)
دیتون، تگزاس(به انگلیسی: Dayton, Texas) شهری در ایالت تگزاس از ایالات جنوبی ایالات متحده آمریکا است. در سرشماری سال ۲۰۰۰، جمعیت این شهر ۵۷۰۹ نفر اعلام شد.